# Smokin' in the Boys Room
"Smokin' In the Boys Room" är en sång ursprungligen skriven av Cub Koda och Mike Letz i gruppen Brownsville Station, som spelade in den 1973, då singeln nådde tredjeplatsen på USA-listorna. 1985 spelade den amerikanska hårdrocksgruppen Mötley Crüe in en cover på den, som nådde 16:e-platsen på Billboard Hot 100 och blev Mötley Crües första 40-i-topp-hit.
Låten återfinns på albumet Theatre of Pain och släpptes även som gruppens fjärde singel. Den nådde en sextonde placering på Billboard Hot 100, vilket var gruppens första topp 40-hit.

## Medverkande
- Vince Neil - sång
- Mick Mars - gitarr
- Nikki Sixx - bas
- Tommy Lee - trummor